# Language (Lied)
Language ist ein Electro-House-Song des US-amerikanischen DJs und Musikproduzenten Porter Robinson, der von Heather Bright gesungen und im April 2012 bei Beatport veröffentlicht wurde. Die Vollversion war bereits ab März 2012 bei YouTube anhörbar. Der Track hat 128 bpm und ist unter anderem auch auf dem Soundtrack von Forza Horizon enthalten.

## Musikvideo
Das offizielle Musikvideo zum Song wurde am 1. August 2012 auf YouTube veröffentlicht, nachdem am 24. Juli des gleichen Jahres bereits ein Teaser erschienen war.
Es beginnt mit einer Frau, die vor Tieren flüchtet, die ihr nachlaufen. Sie wird an eine Klippe gedrängt, springt hinab und taucht ins Wasser. Sie schwimmt im Meer und sieht etwas Glitzerndes und Leuchtendes. Plötzlich fällt sie vom Himmel, wird aber von einem riesigen, friedlich gesinnten Geschöpf aufgefangen. Dieses setzt die Frau auf dem Boden ab. 
Als sie von ihm weggeht, folgt er ihr und sie laufen auf den Bergen weiter. Auf einmal erscheinen die Kreaturen vom Anfang des Videos und stoßen das riesige Geschöpf von einer Klippe hinab. Am Ende des Videos läuft sie auf diese Kreaturen zu und sie flüchten. Das Video wurde von Jonathan Desbiens gedreht.

## Charts
Porter Robinson konnte sich mit Language erstmals in den Charts platzieren. Das Stück belegte Platz 63 in Irland, Platz vier in Schottland, Platz drei in den UK-Dance-Charts, Platz eins in den UK-Indie-Charts und Platz neun der offiziellen britischen Charts. In Großbritannien blieb der Song sechs Wochen in den Charts.